# Дрински мъченици
Блажените мъченици от Дрина (на сърбохърватски: Drinske mučenice) са пет монахини от Конгрегацията на дъщерите на Божественото милосърдие, които са губят живота си по време на Втората Световна Война. Четири от тях са били убити когато скачат от прозореца в Горажде на 15 декември 1941 г. Твърди се, че правят това за да избегнат изнасилване от страна на четници. Петата и последна е убита в на следващата седмица. Петте монахини по-късно са обявени за мъченици и причислен към лику блажените от кардинал Анджело Амато на 24 септември 2011 година.

## Влияние и наследство
Новината за смъртта бързо се разпространява През април 1942 г. Дангич, предводител на тези четници е арестуван от германците, но бяга от затвора през 1943 г. и участва в Варшавския бунт срещу германците в следващата година.
Дангич е пленен от Червената Армия през 1945 г. и екстрадиран в Югославия от новата комунистическа власт,, която го обвинява във военни престъпления в Сараево и осъжда на смърт на 22 август 1947.
Пет монахини са обявени за мъченици на 14 януари 2011 г. от Бенедикт XVI.
Нехудожествена книга за монахините е написана от хърватскич автор Анто Бакович, наречена Drinske mučenice (Дринските мъченици; Сараево, 1990). Сестра Славица Булян, босненско-хърватска монахиня, писател и поет, пише на Zavjet krvlju potpisan (Клетви, подписани с кръв; Загреб, 2010).